# Evrensel
Evrensel (lett. in italiano "Universale") è un quotidiano turco d'indirizzo socialista fondato il 7 giugno 1995 e pubblicato dal Partito del Lavoro.
Il giornale si descrive come "uno strumento della causa della classe operaia del socialismo, una società senza classi e senza sfruttamento" e ospita spesso articoli e lettere scritte da operai. Si differenzia dagli altri quotidiani turchi perché presenta una ricerca approfondita sulle questioni che riguardano i sindacati e i diritti dei lavoratori.
Nel 2017, è stata lanciata una versione in inglese: Evrensel Daily.